# Márkfalva
Márkfalva (1899-ig Jezericz-Markovicz, szlovákul Jazernica) község Szlovákiában, a Zsolnai kerületben, a Stubnyafürdői járásban. Jezernicz és Markovicz települések egyesítésével jött létre.

## Fekvése
Stubnyafürdőtől 8 km-re északkeletre, a Turóc völgyében 460 m magasan fekszik.

## Története
Területe ősidők óta lakott. A település területén a lausitzi kultúra és a korai bronzkor emberének temetőit találták meg.

### Jezernic
Jezernic keletkezését a 13. század második felére teszik. 1361-ben „Zarnouchamelleky” néven említik először. 1417-ben „Jezerniche”, 1534-ben „Jezernicza” néven szerepel az írott forrásokban. A Tiba, majd a helyi Jezerniczi család birtoka volt. 1736-ban nemesi kúriát említenek a községben. 1785-ben 14 házában 87 lakos élt.
A 18. század végén Vályi András így ír róla: „JEZERNICZE. Tót falu Túrócz Várm. földes Ura Jezernitzky Uraság, lakosai katolikusok, fekszik Kis Szoczóczhoz közel, és annak filiája, határja középszerű, de tsak száraz időben terem bőven, fája nints, réttye, legelője jó. Vagyon itt egy 20 ölnyi hoszszaságú mély tó, mellynek mélysége még nem tudatik, ’s a’ leg nagyobb hidegben sem fagy bé.”
1828-ban 20 háza volt 151 lakossal. Lakói főként mezőgazdaságból éltek.
Fényes Elek 1851-ben kiadott geográfiai szótárában így ír a faluról: „Jezernicze, tót falu, Thurócz vmegyében, a Thurócz vize mellett: 38 kath., 93 evang. lak., s termékeny sík szántóföldekkel. F. u. a Jezerniczky család. Ut. p. Zsámbokrét.”

### Márkfalva
A hozzá tartozó Dankfölde egykor önálló falu volt, melyet 1293-ban „Dankfelde” alakban említenek. Márkfalva 1324-ben tűnik fel először. 1412-ben „Markfalua” néven a Márkfalvi család birtoka. 1453-ban „Markfalwa” néven említik. 1534-ben „Markowicz” alakban szerepel. 1785-ben mindössze 3 háza volt 17 lakossal.
A 18. század végén Vályi András így ír róla: „MARKOVICZA. Tót falu Túrócz Várm. földes Ura Markoviczi Uraság, lakosai több félék, fekszik Kis Szoczóczhoz nem meszsze, és annak filiája, határja középszerű.”
1828-ban 4 házában 33 lakos élt.
Fényes Elek 1851-ben kiadott geográfiai szótárában így ír a faluról: „Markovics, tót falu, Thurócz vmegyében, 15 kath., 18 evang. lak. Sík termékeny határral. F. u. nemesek. Ut. p. Rudnó.”
A 19. század végén vonták össze a két települést. A trianoni diktátumig Turóc vármegye Stubnyafürdői járásához tartozott.

## Népessége
| Év:            | 1994. | 2004.    | 2014.    | 2024.    |
| -------------- | ----- | -------- | -------- | -------- |
| Emberek száma: | 238   | 290      | 320      | 355      |
| Eltérés:       |       | +21,84 % | +10,34 % | +10,93 % |

| Év:            | 2023. | 2024.   |
| -------------- | ----- | ------- |
| Emberek száma: | 367   | 355     |
| Eltérés:       |       | -3,26 % |

1880-ban 175 lakosából 156 szlovák, 9 német és 1 magyar anyanyelvű; ebből 93 evangélikus, 73 római katolikus és 9 izraelita vallású volt.
1910-ben 193-an lakták, ebből 174 szlovák, 2 német és 17 magyar anyanyelvű; ebből 133 evangélikus, 55 római katolikus és 5 izraelita vallású volt.
1930-ban 180-an lakták: 175 csehszlovák és 5 magyar; ebből 122 evangélikus, 41 római katolikus, 6 izraelita, 1 református és 10 egyéb vallású volt.
2001-ben 265 lakosából 259 szlovák volt.
2011-ben 297 lakosából 286 szlovák volt.
2021-ben 352 lakosából 329 szlovák, 2 egyéb és 21 ismeretlen nemzetiségű.

## Híres személyek
- Itt született 1800-ban Andrej Koša (Kossa) szlovák szabó, Turócszentmárton bírója, a Matica slovenská tagja
- Itt született 1887-ben Ján Bojmír (eredetileg Bornemisza) szlovák újságíró, pedagógus, turisztikai szervező
- Itt született 1900-ban Horn Zoltán orvos, belgyógyász, egyetemi tanár; Horn András (1934–2021) irodalomtörténész, esztéta apja

## Nevezetességei
- Római katolikus temploma a 15. században épült gótikus stílusban. Szárnyasoltára 1517-ben készült.

## Külső hivatkozások
- Községinfó
- Márkfalva Szlovákia térképén
- Márkfalva címere
- E-obce.sk Archiválva 2023. május 8-i dátummal a Wayback Machine-ben